# Jacques Dessange
Jacques Dessange (prononciation : /ʒak də.sɑ̃ʒ/), de son nom complet Hubert Jacques Dessange, est un coiffeur et homme d'affaires français né le 5 décembre 1925 à Souesmes (Loir-et-Cher) et mort le 7 janvier 2020 à Pierrefitte-sur-Sauldre, à l’âge de 94 ans.
Il est le créateur entre autres du coiffé-décoiffé.

## Biographie
Jacques Dessange apprend le métier de coiffeur avec son père, dans le salon familial de Souesmes en Sologne.
Avec son certificat d'étude, il monte à Paris en 1945 comme coiffeur : il se fera renvoyer douze fois en un an. Chez le célèbre coiffeur de l'après guerre Louis Gervais à Trouville-sur-Mer, il invente le « coiffé-décoiffé ». Son activité professionnelle démarre en 1949. À partir de cette année-là, il devient le coiffeur attitré des mannequins de la maison Dior. Par la suite, ce sera pour Chanel, Carven, et les stars de cinéma de l'époque.
En 1954, il ouvre son premier salon au 37, avenue Franklin-Roosevelt, à quelques pas du rond-point des Champs-Élysées. Son second salon ouvre à Saint-Tropez l'année d'après. Ces années là, il coiffe Jean Seberg, mais également Brigitte Bardot, Jane Fonda, Sheila, Sylvie Vartan. Le monde du cinéma lui ouvre ses portes dès le début des années 1960.
En 1984, il devient « Partenaire officiel » du festival de Cannes. Suivront le Festival international du film américain de Deauville, ainsi que le Festival international du film de Marrakech dans les années 2000. Il apparaît même dans son propre rôle pour le film Comment ne pas épouser un milliardaire ? en 1960.
Au début des années 1980, Catherine Ahnell s'affiche dans toute la France pour une campagne publicitaire qui imposera définitivement le « coiffé - décoiffé »,. Campagne orchestrée par son fils aîné Cyril Dessange, qui devint le PDG de l'agence de publicité Créa Media (prix de la meilleure publicité Marie France), à l'origine de toutes les campagnes de publicité du groupe Jacques Dessange jusqu'en 1992. Il revient en 1998, en créant le pôle produit du groupe : le Laboratoire Solorian (cosmétiques, shampoings et maquillage), situé à Guidel (Bretagne).

### Vie privée et mort
Jacques Dessange a été marié avec Corinne Francoise André de Valeton de Boissière (1932-1991), attachée de presse de Brigitte Bardot. Ils ont eu deux fils : le premier Cyril né en 1961 et le deuxième Benjamin né en 1967 et un petit fils Lancelot né en 1998.
Après avoir passé ses dernières années à peindre dans sa propriété de Sologne, Jacques Dessange meurt le 7 janvier 2020 à l'âge de 94 ans,. Il est inhumé au cimetière communal de Souesmes (Loir-et-Cher).
À l'instar de son concurrent français Jean-Louis David, il aura participé, dans la seconde moitié du XXe siècle, à révolutionner le secteur de la coiffure. Le Monde note ainsi : « Les deux hommes laissent un même héritage : ils ont fait entrer le métier de coiffeur dans une nouvelle ère. Ils ont sorti le salon du coin de la rue pour l’installer partout dans les endroits en vue. Ils ont érigé la coiffure au rang de machine à cash internationale ».

## La marque

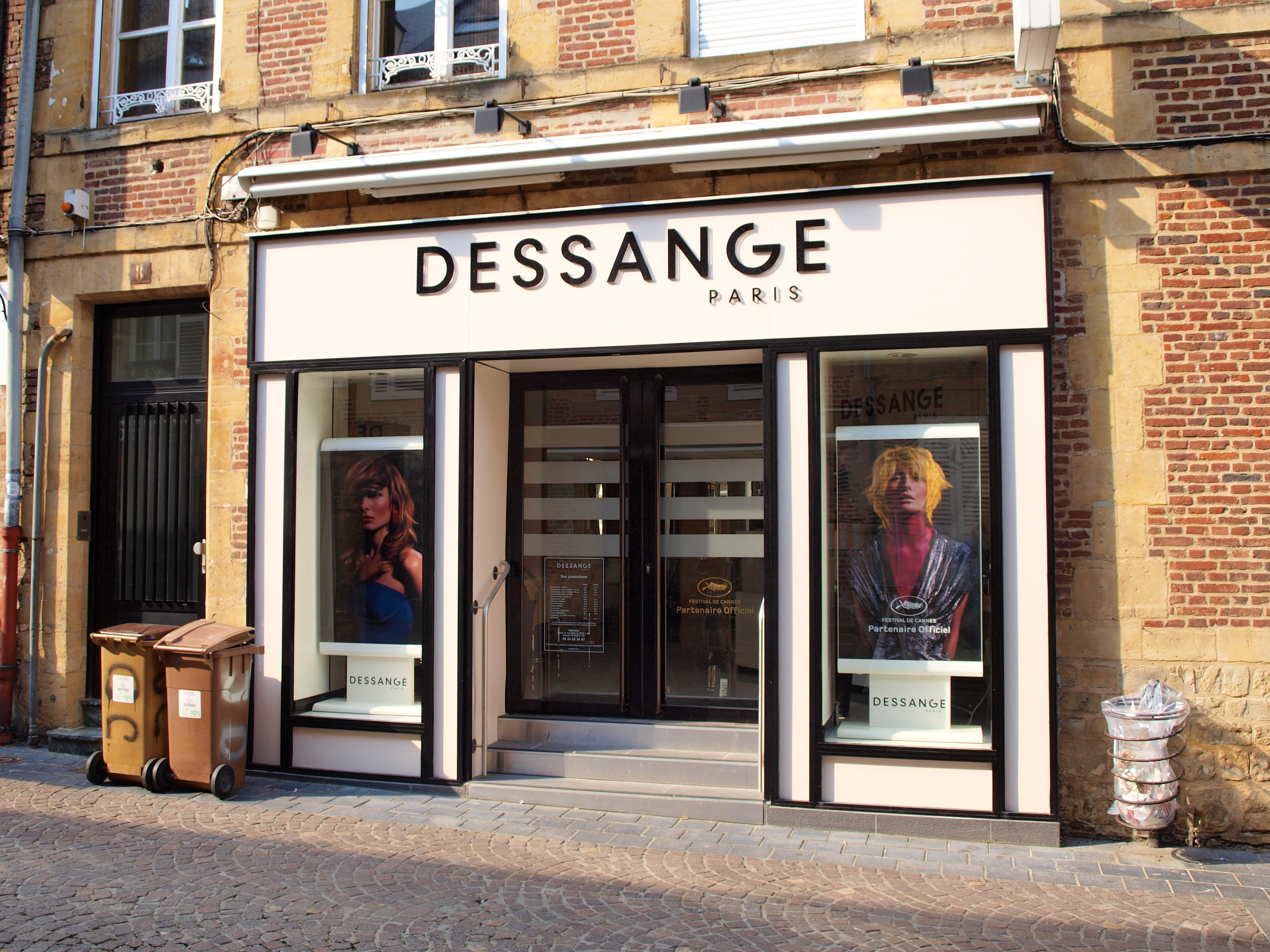
Magasin Dessange à Charleville-Mézières.

Dès 1955, Jacques Dessange s’associe avec ses principaux collaborateurs pour développer des salons « Jacques Dessange ». En 1975, il cherche l'expansion de ses salons par la franchise. Quatre ans plus tard, il fonde sa propre école de formation. En 1990, il commercialise des produits de maquillage, et deux ans après, une gamme de produits avec L'Oréal. En 1996, la marque plus abordable Camille Albane est lancée. En 2002, les salons de coiffure Frédéric Moreno sont achetés ; cette même année, le salon d'origine déménage au no 39 de l'avenue Franklin-Roosevelt, sur 1 000 m2.
En 2010, le groupe Jacques Dessange est présent dans plus de trente-six pays, comprenant des magasins franchisés et des lignes de produits de coiffure ou de maquillage. En 2020, ce groupe qui franchise 1600 salons de coiffure dont 370 en France est mis en vente par son propriétaire Eurazeo pour environ 100 millions d'euros.
Jacques Dessange est aussi à l'origine du Capi-Lustro, qui deviendra plus tard le fameux BaByliss. 

### Succession
En 2011, après la sortie de son ouvrage intitulé Le Complot où il reproche à son fils Benjamin de l'avoir spolié, la société Dessange International, gérée par Dessange fils, engage des poursuites à l'encontre de Dessange père, fondateur de la marque, pour lui interdire l'utilisation de son nom sur son blog personnel et la diffusion de son ouvrage,.
En 2013, l'ex-directrice commerciale export du groupe Dessange déclare être victime de harcèlement sexuel depuis 2011, Benjamin Dessange verse 103 000 euros en échange de son silence, mais en septembre 2014, elle porte plainte. En 2004, un autre chèque de 47 500 euros avait été signé à l'attention d'une autre salariée après dix ans de carrière pour les mêmes accusations et trois autres ex-salariées ont témoigné de harcèlement moral et de menace de la part de Benjamin Dessange.[réf. nécessaire]
Le 11 juillet 2018, Benjamin Dessange est placé sous le statut de témoin assisté et dément toutes les accusations,,.

## Argent placé en Suisse
Selon Le Monde, Jacques Dessange a « dissimulé 1,6 million d’euros en Suisse », entre 2006 et 2007, dans l'affaire de fraude fiscale connue sous le nom de SwissLeaks et s'est mis en règle avec le fisc en 2012,,.

## Publications
- Jacques Dessange, pourquoi pas vous ?, Jacques Dessange et Corine Allouch (1999)  (ISBN 978-2951380103)
- Jacques Dessanges (2004)  (ISBN 978-2100075300)
- 70 000 femmes par jour, Jacques Dessange et Geneviève Moll (2009)  (ISBN 978-2350131030)